# Contea di Tonghe
La contea di Tonghe (通河县S, Tōnghé XiànP) è una contea della Cina, situata nella provincia di Heilongjiang e amministrata dalla prefettura di Harbin.